# Lutherkapelle (Koblenz)

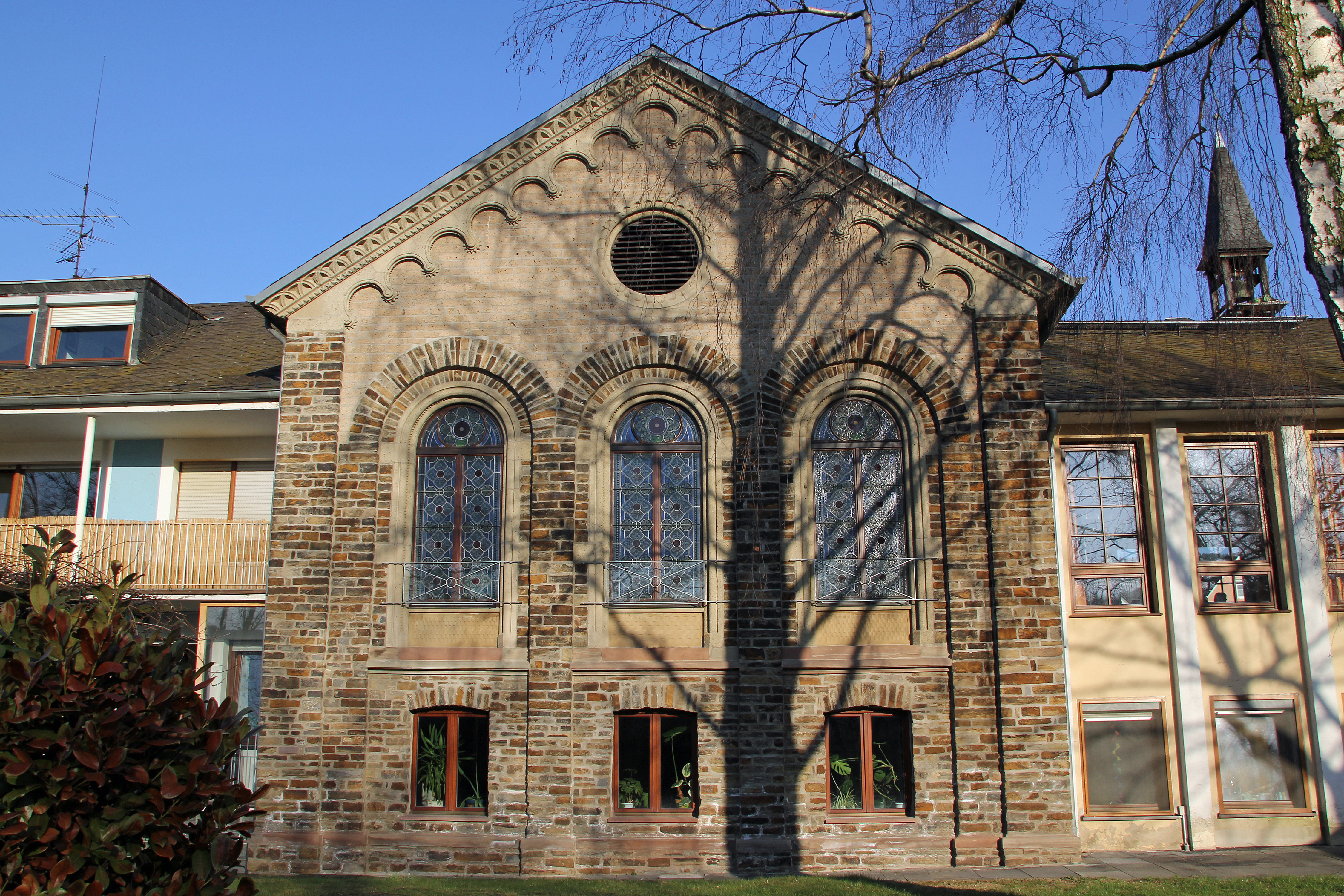
Rheinseite der Lutherkapelle in Koblenz-Horchheim

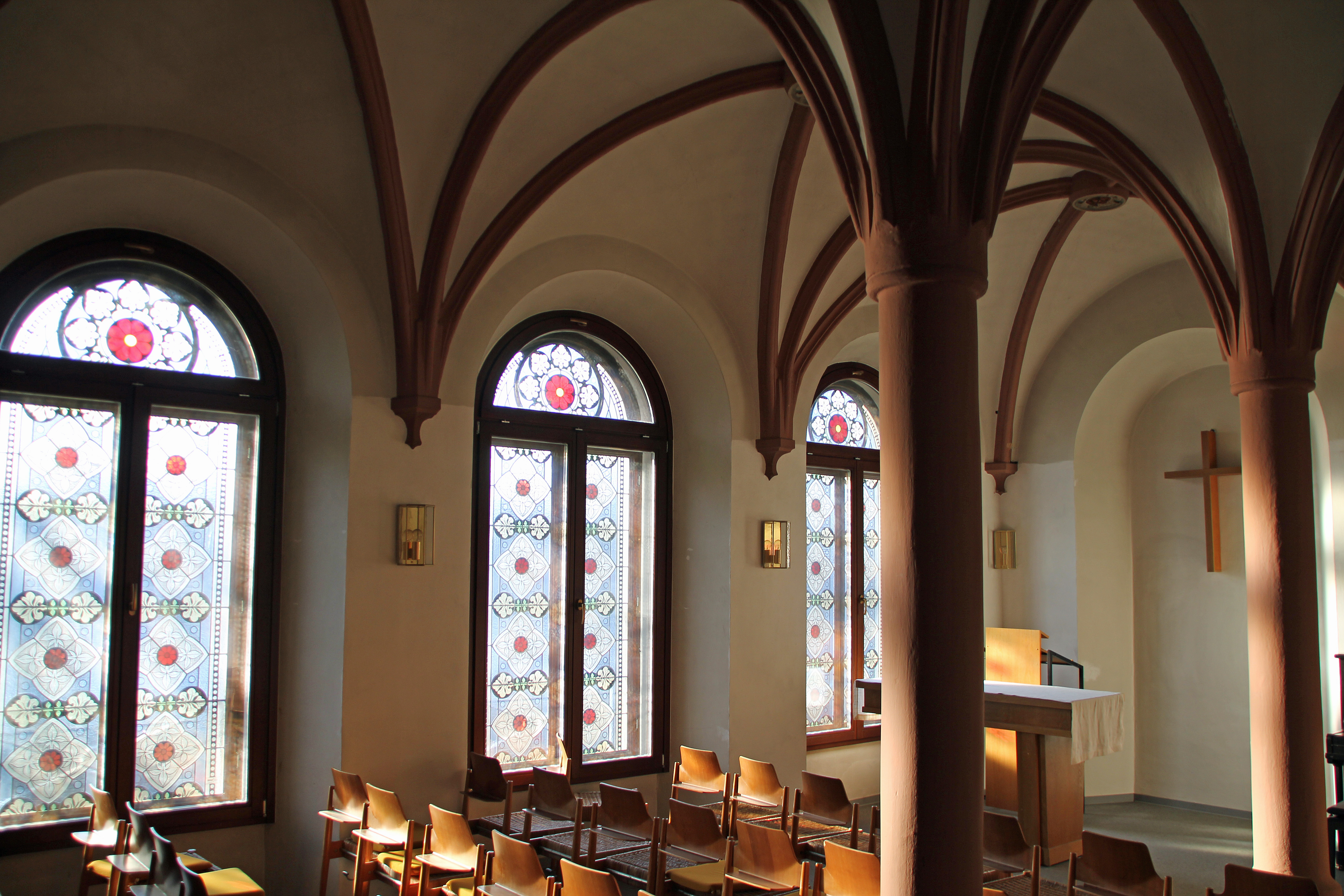
Innenraum

Die Lutherkapelle ist eine evangelische Kapelle in Koblenz. Die im Stadtteil Horchheim gelegene Kapelle wurde ursprünglich als Garten- und Teehaus für die Berliner Bankiersfamilie Mendelssohn errichtet. Im Laufe der Zeit erfuhr das Gebäude einige Um- und Anbauten.

## Geschichte
Im Mittelalter stand im Bereich der heutigen Lutherkapelle der Altenberger Hof, der zur Abtei Altenberg gehörte. Joseph Mendelssohn erwarb 1818 ein benachbartes Palais, das dem kurtriererischen Hofrat Johann Jacob Fritsch gehörte, und ließ es von dem Architekten Johann Claudius von Lassaulx ausbauen. Der ehemalige Altenberger Hof – das Areal reichte bis zum Rhein und wird heute von der rechten Rheinstrecke der Bahn durchschnitten – wurde 1825 zusammen mit Tausenden Weinstöcken ebenfalls von Mendelssohn aufgekauft. Hier ließ er um 1830 von Lassaulx inmitten des weitläufigen Parks ein Garten- und Teehaus errichten.
Sein Neffe, der Komponist Felix Mendelssohn Bartholdy, wohnte auf seinen Reisen mehrmals in dem Palais in Horchheim. Hier vollendete Mendelssohn Bartholdy 1837 sein 2. Klavierkonzert. Auch andere berühmte Persönlichkeiten, wie beispielsweise Alexander von Humboldt, Georg Friedrich Hegel, Ludwig Uhland sowie Melchior und Sulpiz Boisserée, waren in dem Palais zu Gast. Das Palais brannte 1970 aus und wurde drei Jahre später abgerissen.
Mendelssohns Erben schenkten 1902 das Anwesen Kaiserin Auguste Viktoria, die es ein Jahr später an die Kaiserswerther Diakonissenanstalt weitergab. Die Diakonissen nutzten es als Erholungsheim, bis es 1922 an die Evangelische Kirchengemeinde Pfaffendorf verkauft wurde. Der Eisenbahn-Ingenieur Schlegel baute das ehemalige Garten- und Teehaus um, und am 11. Juni 1922 konnte das Gebäude als Lutherkapelle geweiht werden.
Im Zweiten Weltkrieg beschädigt, wurde die Kapelle 1948 wieder hergerichtet und nach Plänen von Möllering aus Düsseldorf umgestaltet. Danach wuchs die evangelische Gemeinde stark an und die Kapelle wurde 1956 von dem Koblenzer Architekten Friedhelm Worm nach Süden hin durch einen Anbau auf das Doppelte erweitert. Im Jahr 1962 wurde noch ein Altenheim angebaut. Die Fassade wurde 2007 saniert. Heute ist von dem ehemaligen Lassaulx'schen Garten- und Teehaus nur noch die Rheinseite erkennbar, die anderen drei Seiten werden durch die Anbauten verdeckt.

## Bau
Das ehemalige Garten- und Teehaus war ursprünglich ein frei stehender, annähernd quadratischer zweigeschossiger Bau mit Satteldach. Die Fassade auf der Rheinseite ist mehrschichtig und durch die Verwendung von verschiedenfarbiger Materialien gegliedert. Die Pilaster an den beiden Ecken tragen ein Ortganggesims aus hellem Basalttuff mit Rundbogenfries.
Über eine freischwebende Treppe gelangte man von Norden in den Gartensaal. Der Schieferbruchsteinbau besitzt einen großen, zweijochigen, dreischiffigen Saal. Über zwei Mittelsäulen ist er von einem Kreuzrippengewölbe überspannt, in den sechs barocke Schlusssteine mit Rollwerkkartuschen verschiedener Hausmarken eingelassen sind, die vermutlich aus dem Altenberger Hof stammen. An der Rheinseite hat der Saal hohe, rundbogige Fenster. Darüber im Giebelfeld eine große Rundöffnung mit profiliertem Rahmen. Der Erweiterungsbau von 1956 hat einen um 90 Grad versetzten Dachfirst, der mit einem kleinen Dachreiter bekrönt ist.

## Kirchengemeinde
Die Lutherkapelle liegt im Talbezirk der „Evangelischen Kirchengemeinde Koblenz-Pfaffendorf“ im Kirchenkreis Koblenz der Evangelischen Kirche im Rheinland, zu der auch die Versöhnungskirche in Arenberg, die Evangelische Kirche in Pfaffendorf und die Hoffnungskirche auf der Pfaffendorfer Höhe gehören.

## Denkmalschutz
Die Lutherkapelle ist ein geschütztes Kulturdenkmal nach dem Denkmalschutzgesetz (DSchG) und in der Denkmalliste des Landes Rheinland-Pfalz eingetragen. Sie liegt in Koblenz-Horchheim in der Reiffenbergstraße 8/10.
Seit 2002 ist die Lutherkapelle Teil des UNESCO-Welterbes Oberes Mittelrheintal.